# 偶像大師 閃耀祭典
《偶像大師 閃耀祭典》（中国大陆又译作）是万代南梦宫游戏于2012年10月在日本發售於PlayStation Portable平台的节奏游戏，遊戲為偶像大師系列作品之一。本作分《甜蜜声音》、《特殊音符》與《魅力旋律》三个版本，各版本登場角色和樂曲不同，但道具、金錢等存檔資料互通。遊戲英文化後於2013年4月向全球iOS設備推出，这是系列首次面向非日本市场。
游戏中玩家扮演虚构演艺经纪公司765事務所的制作人，带领旗下偶像参加音乐祭。不同於系列主要遊戲，本作除去了養成要素。玩家需要按照音樂節奏，準確擊打畫面中的音符。遊戲音乐视频採用预渲染画面，实现了765事務所全偶像演出的场景。製作人員在2011年電視動畫成功後，為三版游戏各製作了23分鐘的動畫。
PlayStation Portable版遊戲售出12至15萬套，媒體對遊戲的系統和動畫內容反應正面。評論對iOS版的聲畫質量表示肯定，對操作方式則觀點不一，此外西方媒體批評了iOS版的高價。遊戲於2013年10月以《偶像大師 閃耀TV》名義，將三個版本合一並以高畫質移植到PlayStation 3平台，玩家要透過購買下載包獲得歌曲。

## 玩法与情节

音符分为左音符和右音符，从音符线两端向中心判定圈移动

和《偶像大师》系列正篇不同，《闪耀祭典》除去了养成元素，是一款节奏游戏。游戏中玩家扮演虚构演艺经纪公司765事務所的制作人，带领旗下偶像參加南国度假岛的音乐祭。《闪耀祭典》和PlayStation Portable前作《偶像大师SP》类似，都分为三个版本。本作三版本分別稱為《甜蜜聲音》、《特殊音符》和《魅力旋律》，各版本的偶像和收錄曲目不同，但道具、游戏金钱等存档数据可以互通。《甜蜜聲音》登场偶像为天海春香、如月千早、三浦梓和秋月律子，《特殊音符》登场偶像为高槻弥生、水濑伊织、我那霸响、双海亚美和双海真美，《魅力旋律》登场偶像为星井美希、萩原雪步、菊地真和四条貴音。
游戏主要模式之一为舞台模式，玩家在可該模式中自選演奏歌曲，而每首曲目都由固定的偶像（或偶像组合）演出。演奏期間螢幕会顯示多条音符线，音符会由音符线起始端出現，向中心的判定圈移動。音符按所在方向分左右两类，对应游戏机左右两侧按键，玩家要在音符和判定圈重合时，准确按下對應按键。系统依玩家的按键和时机，给音符Perfect（精确）、Good（良好）、Normal（一般）和Bad（錯誤）四种判定之一。游戏中还有长音符和成对音符，前者要玩家在音符消失前一直按键，后者要玩家同按左右键。画面左上角有闪耀计量条，会因正确击中音符而增长，或隨操作错误则会下降。计量条充满一段时间后出現闪耀音符，若将之击中则得分速度会加快，同时音乐视频（MV）會切换至华丽的特别版。每首樂曲分四种难度，从易到难依次为Debut（出道）、Regular（普通）、Pro（专业）、Master（大师）；高难度的樂譜音符密度较大，音符线布局也更复杂。
舞台模式演奏结束后会顯示评价画面，上面列出該局的演出等级、得分和音符击打精度，玩家會按成绩获得粉丝数和金钱。玩家可用金钱在游戏商店购买道具，改变游戏外观或调整游戏元素——如改变音符线粗细、加快粉丝提升数目。部分道具起初为锁定状态，會待玩家达到一定偶像等级時解锁，而偶像等级即取决于玩家粉丝数。舞台模式演奏成功后，参演偶像可获得回忆值，回忆會在演唱会模式（Star of Festa）中用到。
演唱會模式为游戏另一主要模式，在玩家升到一定偶像等级時會解鎖。玩家在該模式中要參與遊戲中為期5日）、每日連續演出3曲的音樂祭，目的為拿到足夠的觀眾投票。玩家在每日第3首歌曲演出前，可選擇是否和电脑对手对战。对手為系列各作的偶像，包括《深情之星》中的876事務所偶像，在《偶像大师2》登场的961事務所偶像组合朱比特，《灰姑娘女孩》中的偶像，以及其他版本《闪耀祭典》的765事務所偶像。玩家戰勝對手可獲得投票加成，並贏得对方的名片，为每日增加固定投票点数。玩家在每日演出前，可設定參演角色使用回憶，設定完成後演奏時會出現回憶音符，玩家擊中後可獲得一定點數的投票。

### 动画
《闪耀祭典》三个版本都收录了约23分钟的原创动画。玩家初次啟動遊戲時會看到动画，之后也可从菜单中再次观看。
各版遊戲收錄动画的开头相同，765事務所制作人宣布，公司接到南国度假岛音乐祭的邀请，裡面附帶兩日的觀光遊，但此行只能有部分偶像前往。後續故事和主角因游戏版本而异：
- 《甜蜜聲音》的动画题为《Music in the World》[11]。 天海春香、如月千早和三浦梓获选参加音乐祭，但她们难以决定演出歌曲。秋月律子称制作人有事，她会随行并一起参加演出。四人来到度假岛后，发现朱比特也参与祭典并搭建了华丽的舞台。在她們思索如何迎战朱比特时，如月千早提议应该呈现一场独特的演出。她们看到岛上來自世界各地的遊人后，决定学习他们的旋律，向世界传递音乐。最后的演出中她们战胜了朱比特。
- 《特殊音符》的动画题为《Music is a Friend》[11]。制作人带着高槻弥生、水濑伊织、我那霸响、双海真美和双海亚美来到度假岛。按水濑伊织的提议，一行登岛后先玩了一天。次日水濑伊织发现她珍爱的玩偶兔丢了，大家看出了她的焦慮，帮她在岛上各处寻找。最终玩偶兔在一名女孩的手中找到，而偶像們将探索島嶼的經歷融入到了演出歌曲中。
- 《魅力旋律》的动画题为《Music of Love》[11]。 星井美希、萩原雪步、菊地真和四条貴音在制作人的带领下来到岛上。星井美希提议演出情歌，惟偶像皆無恋爱经历，星井因此提出，每人都和制作人来场“约会”学习恋爱。制作人和萩原、菊地和四条和约会都按時展开，但和美希的约会因祭典事务而遲到，美希因此感到心烦意乱。次日制作人和另三名偶像向美希表示了歉意，五人一起游玩了一天。

三个动画结尾相同。765事務所在祭典中获胜，社长也帶領职员音无小鸟和其他偶像来到祭典現場後台。在观众的呼喊声中，765事務所全员上台演出了安可曲。

## 开发

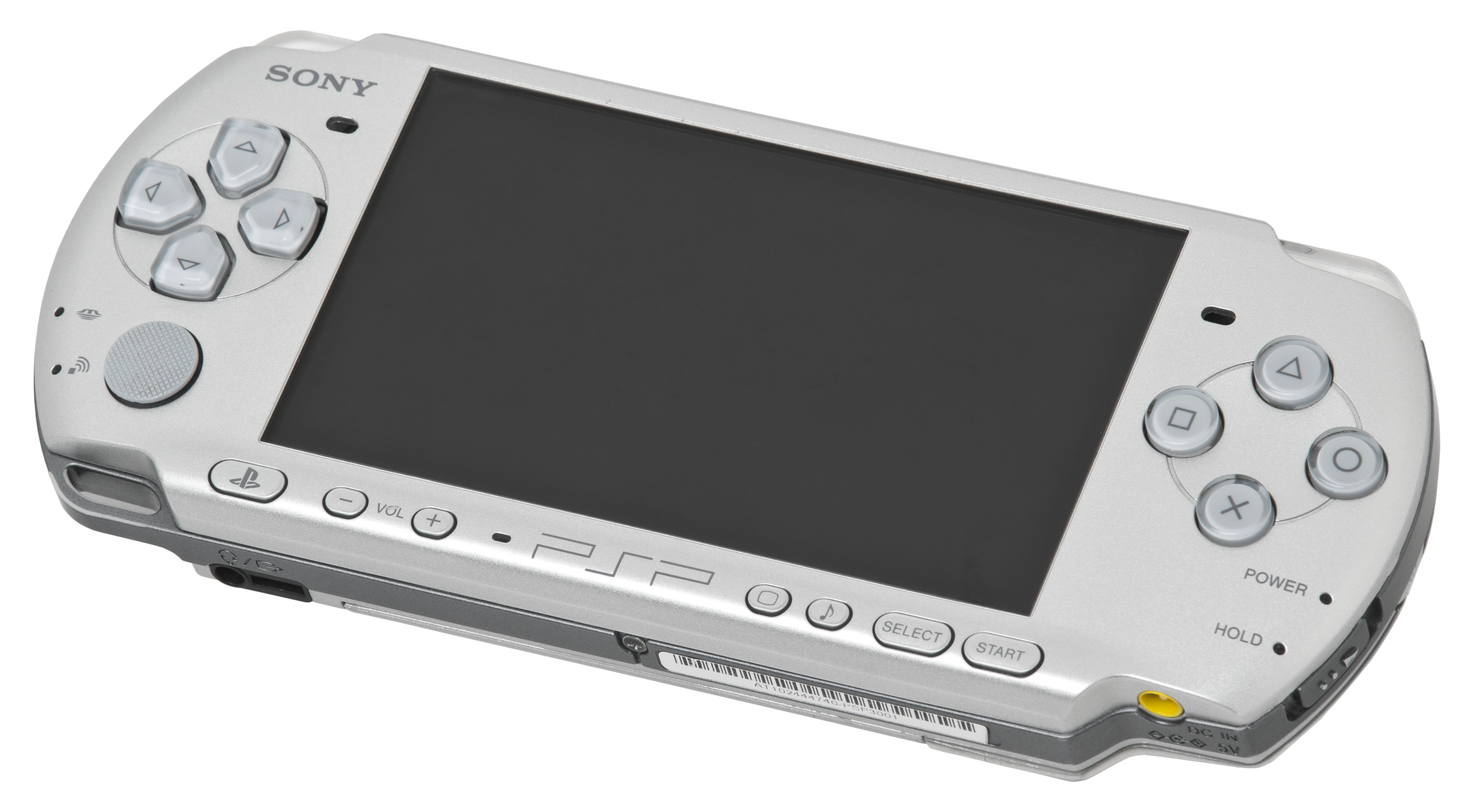
开发者选择游玩简便的PlayStation Portable作平台

系列制作人坂上阳三对制作《闪耀祭典》这样一款节奏游戏有两点考虑：一是音乐對系列意义重大，而节奏游戏能收录大量曲目，二是延续制作人视角的同时，营造和偶像一起哼唱歌曲的放鬆氛围。遊戲分為三個版本，原因為方便介紹各偶像的故事，并讓音乐祭之行有趣，而選擇PlayStation Portable平台的原因是遊玩簡便。为实现系列13名偶像同台歌舞的場面，游戏音乐视频采用预渲染製作。而為吸引玩家觀看MV，開發團隊做出了音符向屏幕中部移动的設計。游戏宣传语为「各式各樣的我們，正吸引着你♪」（いろんな私たち、魅せちゃいます♪）；每首樂曲有两套MV，風格除經典的演唱會外，还有樂團、連續劇、動畫剪辑等。游戏录音因配音员日程安排分了多次完成。
制作人员看到2011年《偶像大師》电视动画大獲成功，吸引一批新愛好者后，决定为接下来的游戏《闪耀祭典》加入动画。本作動畫班底和电视动画相同，錦織敦史导演，A-1 Pictures公司負責动画制作；原案和剧本由万代南梦宫方面给出。電視动画的Aniplex方制作人鳥羽洋典称，系列总监石原章弘2011年向他提出了《闪耀祭典》动画制作一事，但他因忙於制作電視動畫最終話，後來才通告錦織。《闪耀祭典》动画紧接着电视动画完成後制作。各动画原定10分钟长，但錦織认为动画短了没有意思，而和石原等人將之加长。三话动画分给三支队伍制作，錦織称这激起了团队间的竞争。
《闪耀祭典》三版本共收录48首曲目，由不同词曲作家创作。每个游戏版本收录20首曲目，其中6曲全版本共通，皆由765事務所全偶像演出。而版本專屬的歌曲除一首为全偶像演出外，其余皆由特定偶像或偶像组合主唱。首批游戏内置《The World is All One!》歌曲的产品码，购入玩家可在网上下载。《闪耀祭典》的樂曲除來自历代游戏和电视动画外，还有4首為原创：《MUSIC♪》是游戏主题曲，为全版本共通曲目；《Vault That Borderline!》、《edeN》和《奇异幻想》（ビジョナリー）分别为《甜蜜声音》、《魅力旋律》和《特殊音符》的专属曲目，他們也是各遊戲對應动画中，偶像在音乐祭上的演出曲目。

### 发行与移植
《闪耀祭典》于2012年6月23日系列7周年现场演出上首次公开，遊戲当时開發進度達到七成。万代南梦宫在7月25日的《游戏星期三》网络节目中，首次公开了《闪耀祭典》游戏视频，坂上阳三对游戏做了解说。8月19日的預告片透露了遊戲動畫、主题曲《Music♪》以及3首版本专属新曲目的消息。4首新曲目由配音员於9月22日，在东京电玩展的專場舞台活動中演出。三话游戏动画皆向抽籤中籤的觀眾先行放映：《Music is a Friend》和《Music in the World》分别于9月30日早晚，在东京品川区万代南梦宫未来研究所上映，《Music of Love》于10月7日在德岛市动画活动Machi Asobi间上映。
游戏三个版本皆于2012年10月25日，以零售和下载双渠道发行；下载版还可以通过PlayStation Vita游玩。PlayStation Portable初版游戏送有特典，内容包括：可购买限量周边产品的“后台通行证”、游戏乐曲《The World in All One!》的下载码，以及系列游戏《灰姑娘女孩》所用的《闪耀祭典》版天海春香卡牌。周边制造商Hori还推出了《闪耀祭典》主题配件包，内含三个通用媒體光碟保护盒、PSP-3000游戏机保护盒，以及3张游戏机贴纸。
游戏英文化版于2013年4月22日向全球iOS设备推出，这是系列首次本地化并走出日本。三个版本的英语版名分别为《Harmonic Score》、《Rhythmic Record》和《Melodic Disc》，但日文iOS版仍沿用原名。iOS版游戏为全操作，音符击打方式为触摸屏幕左右半边。游戏和原版收录曲目相同，但应用只预置12首曲目，其它歌曲要連网免费下载。
《闪耀祭典》后以《偶像大师 闪耀TV》名义，將三個版本合一並以高清移植到PlayStation 3平台，2013年10月2日透過該平台的《偶像大师频道》应用程式发行。《闪耀TV》只内置《We Have a Dream》一曲，其它曲目要需购买各偶像的“迷你专辑”下载包。坂上希望内容“像连载漫画一样”推出，下载包共12卷，大致隔周发行一卷，最后一卷于2014年2月19日发行。《闪耀TV》游戏除《闪耀祭典》全曲目外，另增加了14首歌曲；其中《等候的王子》（待ち受けプリンス）为原创歌曲，购买任意一卷的用户即可获得，购买前6卷和后6卷的用户分别可获得曲目《Arcadia》与《空》。购买任意下载包的用户还开启新增模式“Shiny@TV”。玩家在该模式中，为制作偶像节目而需完成各项挑战，如演奏打出指定分数、更换音符外观完成游戏。游戏每个难度都设有多项挑战，玩家在完成最后的“超级挑战”后，会收到偶像寄来的视频邮件。该模式中玩家可和《偶像大师 百万人演唱会》的偶像对战，战胜可获得对手名片。
2014年10月8日发行的《偶像大師 劇場版 前往光輝的另一端！》電影藍光光碟限量版中，收录于游戏3话动画的蓝光光碟版。

## 评价
按Media Create統計，《闪耀祭典》PlayStation Portable版首周总销量11.9万，为日本当周最畅销游戏，但次周销量降至1.4万。而据Media Create和《Fami通》各自統計，全版本在2012年底時銷量為15萬和12.4萬。
评论对《闪耀祭典》总体表示称赞，认为称其不但能吸引系列既有爱好者，對從电视动画接触系列的新爱好者也同樣友好並感到愉悦。Japanator的杰夫·庄认为游戏对系列歌曲爱好者而言「乐趣加倍」，而同网站的埃利奥特·盖伊称，加入动画更显出游戏「爱好者福利」的制作定位。评论认为《闪耀祭典》玩法简单却富有挑战。《Fami通》在评论中称，游戏控制方案虽较同类游戏简单，但Master难度却很困难，盖伊和·庄也表示游戏虽然系统简单，但困难谱面的难度恰如其分。电击Online的里普顿熊田认为，左右同击和长按音符等变化大幅提升了游戏难度，但《游戏机实用技术》的纱迦称使用游戏道具后，即便新手也能轻松游玩。游戏收录动画评价正面，在Newtype×Machi Asobi动画奖2013中获得游戏动画奖。《游戏机实用技术》的两名编辑称游戏动画质量堪比电视版，希望游戏再多放些这样的内容，Impress的山村智美也称动画直接展现了系列魅力，而熊田则被动画结尾制作人、音无小鸟、社长和全体偶像演出的片段感动。《游戏机实用技术》和山村还对游戏MV表示称赞。
评论主要称赞iOS版的音樂和画面质量与加载速度，但对游戏操作观点不一。盖伊称iPhone 4 的画面表现“胜过PSP或Vita很多”。熊田称尽管iPhone 5屏幕不如PlayStation Portable的大，但色彩亮丽、没有交错的画面令人震惊。日本Cnet的佐藤和也此外还认为，玩家在大屏幕的iPad上能愉悦欣赏偶像风采。山村还夸赞iOS版的音质不但消除了杂音感，连乐曲中的细小声音也能播放出来。多篇日本媒体称赞了iOS版的加载速度，山村称较之于PlayStation Portable的几秒的载入时间，iOS版时间缩短到“压倒性的”不足1秒。4Gamer的松本隆一称赞iOS版触屏输入操作简单，盖伊和佐藤也觉得这种操作方式更自然，但Fami通App的编辑认为触屏长按音符的手感不如实体按键。庄认为iPad Mini的画面清晰度低，但表示触摸屏理论而言“击打音符甚至更为敏捷”；此外他也提到触摸屏偶尔误触暂停菜单的问题。松本和佐藤抱怨手指会遮住视线，但山村称此问题可用“数字音视频适配器”转接显示器解决。
评论普遍指出iOS版游戏售价远高于同平台软件，西方媒体则主要表示批评。Kotaku的迈克·费伊称，在“由免费和0.99美元游戏所支配”市场上，单版本54.99美元、合约170美元的游戏可说“难卖”。Technology Tell的珍妮·拉达称，进口PlayStation Portable版游戏都比买iOS版更便宜，并批评万代南梦宫游戏“定位失败”。埃利奥特·盖伊也提到游戏高价，不过他表示游戏对系列爱好者“从没便宜过”。熊田和佐藤也同意iOS版身为移动应用过于昂贵，但他们也称游戏相比PlayStation Portable版完整零售价“稍有便宜”，佐藤还认为胜过原版的iOS版物有所值。

## 外部連結
- PlayStation版官方网站 （日語）
- iOS版官方网站：日文版、英文版
- 偶像大师频道官方网站 （日語）